# パトリス・ロコ
パトリス・ロコ（Patrice Loko, 1970年2月6日 - ）は、フランス・シュリー＝シュル＝ロワール出身のサッカー選手。元フランス代表。ポジションはフォワード。

## クラブ
ナントの下部組織を経て、1989年にトップチームデビュー。デビュー当初は、攻撃的MFとしてプレーしていた。
1994-95シーズン、ナントはロコ、ニコラ・ウエデク、レイナール・ペドロス、ヤフェット・エンドラムを中心としたスペクタクル溢れるサッカーを展開。クロード・マケレレやクリスチャン・カランブーらの活躍もあり、開幕から32試合連続無敗の快進撃を続け、12年ぶりのリーグ優勝を果たした。ロコ自身もエレガントなプレーとペドロスとの絶妙なコンビで22ゴールを挙げ、リーグ得点王に輝くなど大車輪の活躍を披露する。
ナントでの活躍が認められ、1995-96シーズンにはパリ・サンジェルマンへ移籍する。しかし、怪我や精神的に不安定な時期もあり、結果を残すことはできなかった。1996-97シーズンは復調し、15ゴールを挙げる活躍をする。
1998年にパリ・サンジェルマン退団後は、FCロリアンを経てモンペリエHSCへ移籍。モンペリエHSCでは、再びウエデク、ペドロスとチームメートとなり、ナントでのコンビの再現が期待された。しかし、いずれの選手もピークを過ぎており、大きな活躍は披露できなかった。その後オリンピック・リヨン、トロワACなどでプレーし、2004年にACアジャクシオで引退した。

## 代表
ナントでの活躍が認められ、1994年のUEFA EURO '96予選から代表に定着し、UEFA EURO '96に出場。前述のように1995-96シーズンはスランプ状態であったが、グループリーグでのブルガリア戦においてゴールを奪った。